# Miss Universo 1954
Miss Universo 1954, terza edizione di Miss Universo, si è tenuta a Long Beach (California), negli Stati Uniti d'America il 24 luglio 1954. Miriam Stevenson, Miss USA, è stata incoronata Miss Universo 1954.

## Risultati

### Piazzamenti
| Risultato finale   | Concorrente |
| ------------------ | --- |
| Miss Universo 1954 | - Stati Uniti - Miriam Stevenson |
| 2ª classificata    | - Brasile - Martha Rocha |
| 3ª classificata    | - Hong Kong - Virginia Lee Wai-Chun |
| 4ª classificata    | - Germania - Regina Ernst |
| 5ª classificata    | - Svezia - Ragnhild Olausson |
| Top 16             | - Argentina - Ivana Olga Kislinger - Cile - Gloria Legisos Mesina - Costa Rica - Marian Esquivel McKeown - Filippine - Blesilda Mueler Ocampo - Francia - Jacqueline Beer - Grecia - Rika Diallina - Italia - Maria Teresa Paliani - Norvegia - Mona Stornes - Panama - Liliana Torre - Perù - Isabella León Velarde Dancuart - Uruguay - Ana Moreno |

### Riconoscimenti speciali
| Riconoscimento              | Concorrente                           |
| --------------------------- | ------------------------------------- |
| Miss Congeniality           | - Grecia - Effie Androulakaki         |
| Most Popular Girl in Parade | - Brasile - Maria Martha Hacker Rocha |

## Concorrenti
- Alaska - Charlein Lander
- Argentina – Ivana Olga Kislinger
- Australia - Shirley Bliss
- Belgio - Christiane Darnay Neckaerts
- Brasile - Maria Martha Hacker Rocha
- Canada -  Joyce Mary Landry
- Cile - Gloria Legisos Mesina
- Corea del Sud - Kae Sun-hae
- Costa Rica - Marian Esquivel McKeown
- Cuba - Isis Margarita Finlay García
- El Salvador - Myrna Ros Orozco
- Filippine - Blesilda Mueler Ocampo
- Finlandia - Lenita Airisto
- Francia - Jacqueline Beer
- Germania - Regina Ernst
- Giappone -  Mieko Kondo
- Grecia - Rika Diallina[1]
- Honduras - Lilliam Padilla
- Hong Kong - Virginia Lee Wai-Chun
- Indie Occidentali - Evelyn Laura Andrade (Giamaica)
- Israele - Aviva Pe'er
- Italia - Maria Teresa Paliani
- Messico - Elvira Castillo Olivera
- Norvegia - Mona Stornes
- Nuova Zelanda -  Moananui Akiwa Manley
- Panama - Liliana Torre
- Perù - Isabella León Velarde Dancuart
- Porto Rico - Lucy Santiago
- Singapore - Marjorie Wee
- Stati Uniti - Miriam Stevenson
- Svezia - Ragnhild Olausson
- Thailandia - Amara At-Savanon
- Uruguay - Ana Moreno

### Debutti
- Argentina
- Brasile
- Corea del Sud
- Costa Rica
- El Salvador
- Honduras
- Indie Occidentali
- Nuova Zelanda
- Singapore
- Thailandia

### Ritorni
- Cile
- Cuba
- Hong Kong
- Israele

### Ritiri
- Austria
- Danimarca
- Hawaii
- Sudafrica
- Svizzera
- Venezuela